# 第15回フロリダ映画批評家協会賞
15th FFCC Awards
2010年12月20日

作品賞: 

 ソーシャル・ネットワーク 
第15回フロリダ映画批評家協会賞は、2010年12月20日に発表された。

## 受賞一覧
- 主演男優賞: 
  - コリン・ファース - 『英国王のスピーチ』

- 主演女優賞: 
  - ナタリー・ポートマン - 『ブラック・スワン』

- アニメーション映画賞: 
  - 『トイ・ストーリー3』

- 美術賞:
  - 『インセプション』 - ブラッド・リッカー、ガイ・ヘンドリックス・ディアス

- 撮影賞:
  - 『インセプション』 - ウォーリー・フィスター

- 監督賞:
  - デヴィッド・フィンチャー - 『ソーシャル・ネットワーク』

- ドキュメンタリー映画賞: 
  - The Tillman Story

- 作品賞:
  - 『ソーシャル・ネットワーク』

- 外国語映画賞: 
  - 『ミラノ、愛に生きる』・ イタリア

- 脚色賞: 
  - 『ソーシャル・ネットワーク』 - アーロン・ソーキン

- オリジナル脚本賞: 
  - 『インセプション』 - クリストファー・ノーラン

- 助演男優賞: 
  - クリスチャン・ベール - 『ザ・ファイター』

- 助演女優賞: 
  - メリッサ・レオ - 『ザ・ファイター』

- 視覚効果賞:
  - 『インセプション』

- ポーリーン・カエル・ブレイクアウト賞: 
  - ジェニファー・ローレンス - 『ウィンターズ・ボーン』